# Nightcap
| Recensione       | Giudizio |
| ---------------- | -------- |
| AllMusic         |          |
| Progarchives     |          |
| George Starostin | [ 1 ]    |

Nightcap: The Unreleased Masters è un album della band progressive rock inglese Jethro Tull, pubblicato nel 1993.

## Il disco
Nell'anno del venticinquesimo anniversario dalla nascita della band, oltre al 25th Anniversary Box Set e al doppio CD The Anniversary Collection, la Chrysalis pubblicò Nightcap, un apprezzatissimo doppio CD contenente materiale inedito registrato negli anni fra il 1972 e il 1991.
Il primo CD, chiamato My Round, provocò entusiasmo tra i fans, in quanto conteneva le registrazioni effettuate nel 1972 allo Château d'Hérouville, in Francia, materiale che è stato in seguito riarrangiato e riadattato in A Passion Play. Registrazioni che tutti credevano andate perdute ma che lo stesso Ian Anderson è riuscito a scovare. Molte parti di flauto e voce dovevano ancora essere incise prima che Anderson abbandonasse il progetto. Anderson dopo aver ritrovato i nastri ha deciso di incidere parti di flauto, ma di lasciare incompiute le parti vocali.
Restano comunque tre brani inediti da queste session: un intro non meglio identificato il cui tessuto costituirà "Lifebeats" su A Passion Play, che in origine precedeva "Scenario", "Skating Away (On The Thin Ice Of A New Day)" che in seguito apparirà su War Child (1974) e "Sailor", un brano rimasto incompiuto. Questi brani sono disponibili nel bootleg "Minstrels In The Red House". Nel 2014 venne pubblicato A Passion Play - An Extended Performance, un box set contenente la versione remixata da Steven Wilson delle Chateau D'Herouville Sessions, che comprese anche i brani Skating Away (On The Thin Ice Of A New Day) e Sailor.
Il secondo CD, chiamato Your Round, conteneva invece registrazioni di tracce inedite, alcune delle quali saranno poi reinserite nelle rimasterizzazioni dei vari album come bonus tracks.
Il ricavato di quest'album è stato donato in beneficenza.

## Tracce

### My Round
1. First Post – 1:54
2. Animelée – 1:41
3. Tiger Toon – 1:36
4. Look at the Animals – 5:09
5. Law of the Bungle – 2:32
6. Law of the Bungle Part II – 5:26
7. Left Right – 5:01
8. Solitaire – 1:25
9. Critique Oblique – 9:03
10. Post Last – 5:35
11. Scenario – 3:26
12. Audition – 2:34
13. No Rehearsal – 5:12

### Your Round
1. Paradise Steakhouse – 4:01 (1974)
2. Sealion II – 3:21 (1974)
3. Piece of Cake – 3:40 (1990)
4. Quartet – 2:45 (1974)
5. Silver River Turning – 4:52 (1990)
6. Crew Nights – 4:33 (1981)
7. The Curse – 3:39 (1981)
8. Rosa on the Factory Floor – 4:38 (1990)
9. A Small Cigar – 3:39 (1975)
10. Man of Principle – 3:57 (1988)
11. Commons Brawl – 3:24 (1981)
12. No Step – 3:38 (1981)
13. Drive on the Young Side of Life – 4:13 (1981)
14. I Don't Want to Be Me – 3:29 (1990)
15. Broadford Bazaar – 3:38 (1978)
16. Lights Out – 5:16 (1981)
17. Truck Stop Runner – 3:47 (1991)
18. Hard Liner – 3:47 (1989)

## Formazione

### Disco 1 - My Round
- Ian Anderson - voce, flauti, chitarra acustica, mandolino, balalaica, organo Hammond
- Martin Barre - chitarra
- John Evan - pianoforte, celesta
- Jeffrey Hammond - basso, voce di sottofondo
- Barriemore Barlow - batteria

### Disco 2 - Your Round
- Ian Anderson - voce, flauti, pianoforte, mandolino, armonica a bocca, claghorn
- Martin Barre - chitarra elettrica, marimba (tracce 1, 8, 10, 14, 16, 18)
- Barriemore Barlow - batteria, percussioni (tracce 1,2,4)
- John Evan - pianoforte (tracce 1, 2, 4)
- Jeffrey Hammond - basso (tracce 1, 2, 4)
- David Palmer - tastiere, direttore d'orchestra (tracce 4, 9)
- Dave Pegg - basso, mandolino, voci di sottofondo (tracce 3, 5, 8, 10, 14, 16, 18)
- Gerry Conway - batteria, percussioni (tracce 6, 7, 10, 13, 16)
- Peter-John Vettese - pianoforte, sintetizzatori (tracce 6, 13)
- Doane Perry - batteria (tracce 3, 5, 8, 14)
- John Bundrick - pianoforte, organo Hammond (tracce 3, 5, 8)
- Scott Hunter - batteria (traccia 17)
- Matt Pegg - basso (tracce 2, 17)